# Jakrama servillei
Jakrama servillei är en insektsart som beskrevs av Victor Antoine Signoret 1853. Jakrama servillei ingår i släktet Jakrama och familjen dvärgstritar. Inga underarter finns listade i Catalogue of Life.